# 馬寇斯彗星
馬寇斯彗星（Comet Mrkos）正式名稱為C/1957 P1（1957d），是一顆非週期性彗星，於1957年由捷克天文學家安東寧·姆爾科斯發現。它是1957年到達近日點的兩顆明亮彗星之一，另一顆則是阿蘭德-羅蘭彗星。馬寇斯彗星的峰值視星等估計約為1等，被認定為一顆大彗星。

## 觀測史
這顆彗星是由捷克天文學家安東寧·姆爾科斯在捷克斯洛伐克洛姆尼茨基峰天文台用肉眼發現的。他於1957年8月2日宣布發現該天體，因為姆爾科斯的電報首先送達國際天文學聯合會，所以這顆彗星被稱為馬寇斯彗星。國際天文學聯合會正式宣布這項發現後，又收到了更多獨立發現的報告。日本天文學家倉賀於7月30日上午（當地時間）在橫濱首次觀測到了這顆彗星，然而，他的報告在兩週後才送抵國際天文學聯合會。7月31日，科羅拉多州上空一架商用飛機的飛行員也看到了這顆彗星，他的報告延遲了近一周才到達國際天文學聯合會。
這顆彗星當時接近近日點，位於雙子座北河三附近，視星等估計約為 2等。8月4日，馬寇斯彗星已經增亮到 1等。
這顆彗星被發現時靠近近日點，然後它移動到太陽以北，在傍晚和早晨的天空中都可見。這顆彗星逐漸遠離太陽，成為日落後可見的顯眼天體。 彗星的尾巴估計超過5度長。這顆彗星有兩條尾巴，一條開始時更亮且彎曲，一條筆直的尾巴在8月底變得更亮，外觀變化快速。從8月10日到8月15日，彗星尾巴呈條紋狀。之後這顆彗星從大熊座南部移動到后髮座，同時慢慢變暗。9月，馬寇斯彗星進入室女座，直到9月底，肉眼仍然可見。
1957年10月底，這顆彗星再次靠近太陽並且無法觀測到。 它於1958 年1月底重新被觀測到，最後一次被觀測紀錄是1958年7月9日，當時視星等僅19等。
天文學家對彗星的觀測顯示光譜中存在鈉及氰化物。

## 外部連結
- Telescopic view of the comet by Lick Observatory （页面存档备份，存于）